# Julija Lewina
Julija Aleksandrowna Lewina (ros. Юлия Александровна Левина; ur. 2 stycznia 1973 w Saratowie) – rosyjska wioślarka.

## Osiągnięcia
- Mistrzostwa Świata – Aiguebelette-le-Lac 1997 – jedynka – 8. miejsce[1].
- Mistrzostwa Świata – Kolonia 1998 – czwórka podwójna – 2. miejsce[1].
- Mistrzostwa Świata – St. Catharines 1999 – czwórka podwójna – 3. miejsce[1].
- Igrzyska Olimpijskie – Sydney 2000 – czwórka podwójna – 3. miejsce[1].
- Mistrzostwa Świata – Lucerna 2001 – jedynka – 2. miejsce[1].
- Mistrzostwa Świata – Sewilla 2002 – jedynka – 6. miejsce[1].
- Mistrzostwa Świata – Mediolan 2003 – jedynka – 6. miejsce[1].
- Igrzyska Olimpijskie – Ateny 2004 – czwórka podwójna – 4. miejsce[1].
- Mistrzostwa Świata – Gifu 2005 – jedynka – 6. miejsce[1].
- Mistrzostwa Świata – Eton 2006 – jedynka – 6. miejsce[1].
- Mistrzostwa Świata – Monachium 2007 – jedynka – 10. miejsce[1].
- Mistrzostwa Europy – Poznań 2007 – jedynka – 6. miejsce[1].
- Igrzyska Olimpijskie – Pekin 2008 – czwórka podwójna – 7. miejsce[1].
- Mistrzostwa Świata – Poznań 2009 – jedynka – 6. miejsce[1].
- Mistrzostwa Europy – Brześć 2009 – jedynka – 3. miejsce[1].
- Mistrzostwa Europy – Montemor-o-Velho 2010 – jedynka – 5. miejsce[1].